# Modelo de aceptación de tecnología

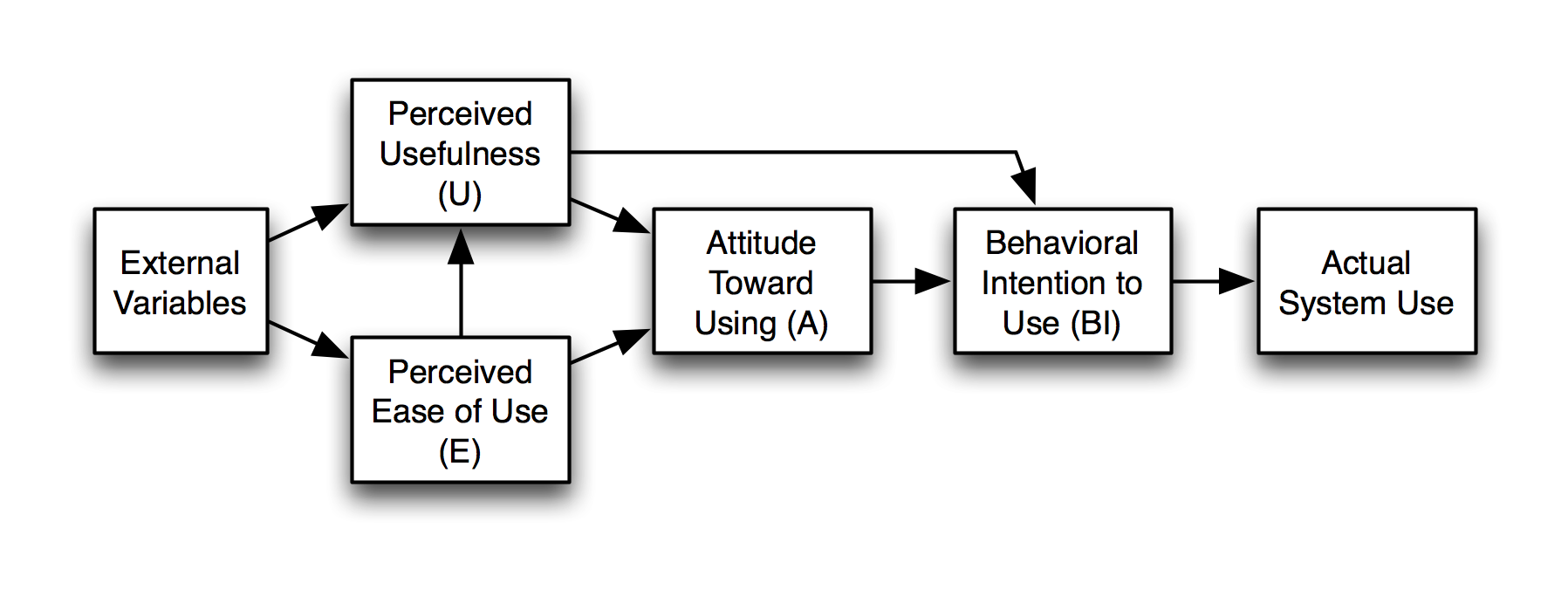
El Modelo de Aceptación de Tecnología, versión 1.

El modelo de aceptación de tecnología, conocido por sus siglas en inglés TAM (technology acceptance model) es una teoría de sistemas de información que modela cómo los usuarios llegan a aceptar y utilizar una tecnología. El modelo sugiere que cuando los usuarios se enfrentan con una tecnología nueva, existen un conjunto de factores que influyen en su decisión sobre cómo y cuándo lo utilizarán, especialmente:
- Utilidad percibida (PU): fue definido por Davis como «el grado en el cual una persona cree que utilizando un sistema particular lo destacará a él o a su rendimiento en el trabajo».
- Facilidad percibida de uso (PEOU): Davis lo definió como «el grado en el cual una persona cree que utilizando un sistema particular se liberará del esfuerzo».[1]
- Disfrute percibido (PD): Se refiere al grado en el cual una persona encuentra una actividad placentera al utilizar la tecnología.[2]

El modelo de aceptación de tecnología (TAM por sus siglas en inglés), de Davis está basado en la teoría de la acción razonada y en la teoría del comportamiento planeado, acorde a estas teorías, el comportamiento de las personas se puede predecir por las intenciones y por sus actitudes. El TAM proporciona una base teórica para comprender y evaluar la aceptación de los usuarios hacia las nuevas tecnologías, permitiendo desarrollar e implementar mejores sistemas. Se ha probado en muchas investigaciones, ante diversos contextos y ha demostrado ser una herramienta confiable para conocer la aceptación a las tecnologías.
El modelo TAM ha sido estudiado y expandido continuamente. Las dos mayores actualizaciones han sido TAM 2 y la Teoría Unificada de Aceptación y Uso de Tecnología (o UTAUT). Un nuevo TAM 3 también ha sido propuesto en el contexto de comercio electrónico, con la inclusión de los efectos de la confianza y del riesgo percibido en el uso de un sistema.

## Historia
TAM es una de las extensiones más influyentes de la teoría de acción razonada (TRA) de Ajzen y Fishbein. El modelo de aceptación de la tecnología de Davis es el más modelo aplicado más ampliamente sobre la aceptación y uso de tecnología por los usuarios. Ha sido desarrollado por Fred Davis y Richard Bagozzi. TAM Reemplaza muchas de las métricas de TRA con dos medidas de aceptación de tecnología, la «facilidad de uso» y la «utilidad». TRA y TAM, como modelos que tienen fuertes componentes conductistas, asumen que cuando alguien tiene una intención de actuar, serán libres de actuar sin limitaciones. En el mundo real habrá muchas restricciones como libertad limitada para actuar.
Bagozzi, Davis y Warshaw sostienen que:

A causa de que las tecnologías nuevas, como los ordenadores personales, son complejas y existe un elemento de incertidumbre en las mentes de los responsables de tomar decisiones con respetar a la adopción exitosa de las mismas, la gente toma actitudes e intenciones intentando aprender a utilizar la nueva tecnología antes de iniciar esfuerzos dirigidos a usarla. Las actitudes hacia el uso y las intenciones de uso pueden ser malformadas, o carecer de convicción, o incluso puede ocurrir que la tecnología evolucione justo después de los primeros esfuerzos para aprender para utilizarla. Así, el uso real puede no ser una consecuencia directa o inmediata de tales actitudes e intenciones.
Bagozzi, Davis y Warshaw, 1992

La investigación más temprana en la difusión de las innovaciones también sugirió un papel prominente para la facilidad percibida de uso. Tornatzky y Klein analizaron la adopción, encontrando que la compatibilidad, la ventaja relativa, y la complejidad muestran las relaciones más significativas con la adopción en una amplia gama de tipos de innovación. Eason estudió la utilidad percibida en términos de encaje entre sistemas, tareas y perfiles de trabajo, utilizando la expresión «ajuste de tarea» para describir el métrico. Legris, Ingham y Collerette sugieren que el TAM tiene que ser ampliado para incluir variables que tengan en cuenta procesos de cambio y que esto podría ser conseguido a través de la adopción del modelo de innovación dentro del TAM.

## Uso
Varios investigadores han replicado el estudio original de Davis para proporcionar evidencia empírica de las relaciones que existen entre utilidad, facilidad de uso y uso de sistema. Se ha prestado mucha atención a probar la robustez y validez del instrumento de cuestionario utilizado por Davis. Adams, Nelson y Todd replicaron el trabajo de Davis para demostrar la validez y fiabilidad de su instrumento y sus escalas de medida. También lo ampliaron a diferentes configuraciones y, utilizando dos muestras diferentes, demostraron la consistencia interna y fiabilidad de replicación de las dos escalas. Hendrickson, Massey y Cronan encontraron una fiabilidad alta y una buena fiabilidad de la prueba y su comprobación. Szajna concluyó que el instrumento tenía validez predictiva para la intención de uso, el uso informado por los propios usuarios y la actitud sobre el uso. El conjunto de la investigación ha confirmado la validez del instrumento de Davis, y apoya su uso con diferentes poblaciones de usuarios y entornos diferentes de software.
Segars y Grover reexaminaron el trabajo de Adams, Nelson y Todd de replicación del estudio de Davis. Eran críticos con el modelo de medida utilizado, y postularon un modelo diferente basado en tres constructos: utilidad, efectividad, y facilidad de uso. Estos hallazgos no parece que hayan sido todavía replicados. Aun así, algunos aspectos de estos hallazgos fueron probados y apoyados por Workman, separando la variable dependiente en uso de información versus uso de tecnología.
Mark Keil y sus colegas han desarrollado —o quizás han hecho más popular— el modelo de Davis en lo que llaman la parrilla o cuadrícula Utilidad/EOU, que una cuadrícula de 2×2 donde cada cuadrante representa una combinación diferente de los dos atributos. En el contexto de uso de software, esto proporciona un mecanismo para discutir la actual mezcla de utilidad y EOU para paquetes específicos de software, y para establecer un curso distinto si se deseada una combinación diferente, como la introducción de software más potente.
Venkatesh y Davis extendieron el modelo TAM original para explicar el uso percibido y las intenciones de uso en términos de influencia social (normas subjetivas, voluntariedad, imagen) y procesos instrumentales cognitivos (relevancia del trabajo, calidad de producción, demostrabilidad del resultado, facilidad percibida de uso). El modelo extendido, denominado TAM2, fue probado en configuraciones voluntarias y obligatorias. Los resultados apoyaron con fuerza el modelo TAM2.
En un intento de integrar los principales modelos de aceptación del usuario en competencia, Venkatesh, Morris y Davis formularon la teoría unificada de aceptación y uso de tecnología (UTAUT). Se encontró que este modelo superaba a cada uno de los modelos individuales (Ajuste R cuadrado del 69 por ciento). La UTAUT ha sido adoptada por algunos estudios recientes en salud.

## Modelos alternativos
1. Modelo MPT: Independientemente de TAM, Scherer desarrolló el modelo de emparejamiento entre persona y tecnología en 1986 como parte de su disertación de investigación financiada por la National Science Foundation.[27] El modelo MPT se describe al completo en su texto de 1993, Living in the State of Stuck.[28] El modelo MPT se acompaña de medidas de evaluación utilizadas en la selección de la tecnología y en la toma de decisiones, así como de investigación de resultados en las diferencias entre usuarios de la tecnología, no usuarios, evasores y usuarios reacios.
2. HMSAM: TAM ha sido eficaz para explicar muchos tipos de uso de sistemas (ej. e-learning, sistemas de gestión de aprendizaje, portales web, etc.).[29][30][31] Aun así, TAM no está ajustado idealmente para explicar la adaptación de sistemas puramente intrínsecos o hedonísticos (ej. juegos en línea, música, aprendizaje por placer). Un modelo alternativo a TAM, denominado modelo de adopción de sistema motivación hedonística (HMSAM) fue formulado para estas clases de sistemas por Lowry, Gaskin, Twyman, hammer y Roberts.[32] HMSAM Está diseñado para mejorar la comprensión de la adopción de sistemas de motivación hedonística (HMS). HMS son sistemas usados principalmente para satisfacer las motivaciones intrínsecas de los usuarios, como juego en línea, mundos virtuales, compra en línea, aprendizaje/educación, citas en línea, repositorios de música digital, redes sociales, pornografía, sistemas de gamificación, y para gamificación en general. En lugar de una extensión menor de TAM, HMSAM es un modelo de aceptación de sistemas específicos HMS basado en una perspectiva teórica alternativa, el cual está fundamentado, en cambio, en la absorción cognitiva basada en flujos (CA). HMSAM puede ser especialmente útil para la comprensión de los elementos de gamificación del uso de sistemas.
3. TAM Extendido: Varios estudios han propuesto la extensión del TAM original[1] añadiendo variables externas al mismo con el objetivo de explorar los efectos de factores externos en las actitudes de los usuarios, intención conductista y uso real de tecnología. Varios factores han sido examinados de esta forma. Por ejemplo, la autoeficacia percibida, las condiciones facilitadoras, y la calidad de sistemas.[30][29]

## Críticas
El modelo TAM ha sido ampliamente criticado, a pesar de su uso frecuente, llevando a los autores originales a intentar redefinirlo en varias ocasiones. Las críticas sobre el TAM como «teoría» incluyen su cuestionable valor heurístico, su limitado poder explicativo y predictivo, la trivialidad, y la carencia de cualquier valor práctico. Benbasat y Barki sugieren que el TAM «desvió la atención de los investigadores de otros importantes temas de investigación y que ha creado una ilusión de progreso en la acumulación de conocimiento». Además, los 
intentos independientes de diferentes investigadores para ampliar TAM y adaptarlo al constante cambio en los entornos de tecnologías de la información ha llevado a [sic] «un estado de confusión y caos teóricos». En general, el TAM se enfoca en el usuario individual de un ordenador con el concepto de «utilidad percibida» y con la ampliación sobre más y más factores para explicar cómo un usuario «percibe utilidad» e ignora los procesos esencialmente sociales de desarrollo e implementación de los sistemas de información sin preguntarse dónde más tecnología es realmente mejor ni sobre las consecuencias sociales del uso de sistemas de información. Lunceford argumenta que el marco de facilidad de uso y utilidad percibidas pasa por alto otras cuestiones, como los costes y los imperativos estructurales que fuerzan a los usuarios a adoptar la tecnología. Para un análisis reciente y crítica de TAM, véase Bagozzi (Bagozzi, 2007). Legrise, Ingham y Collerette establecen que TAM y TAM2, combinados, sólo valdrían para estudiar un 40 % del uso de un sistema tecnológico. La facilidad percibida de uso no parece ser un determinante de actitud ni de intención de uso según estudios sectoriales en telemedicina, comercio móvil, y banca en línea.